# Ferenc Szemlér
Ferenc Szemlér (n. 3 aprilie 1906, Odorheiu Secuiesc – d. 9 ianuarie 1978, București) a fost un scriitor, poet, romancier, critic literar maghiar din România, tatăl scriitoarei Éva Lendvay .

## Distincții
- Ordinul „Steaua Republicii Populare Romîne” clasa a IV-a (12 august 1959) „pentru activitate rodnică în dezvoltarea științei și culturii din Republica Populară Romînă”[3]
- Ordinul Steaua Republicii Socialiste România clasa a III-a (1971) „pentru merite deosebite în opera de construire a socialismului, cu prilejul aniversării a 50 de ani de la constituirea Partidului Comunist Român”[4]